# Kafr Tanbul al-Dżadid
Kafr Tanbul al-Dżadid (arab. ‏كفر طنبول الجديد‎) – miejscowość w Egipcie, w muhafazie Ad-Dakahlijja. W 2006 roku liczyła 7277 mieszkańców.